# فتبوی اسلیم
نورمن کوئنتین کوک (به انگلیسی: Norman Quentin Cook) (زادهٔ ۳۱ ژوئیه ۱۹۶۳ در برملی، انگلستان با نام کوئنتین لئو کوک) که بیشتر با نام حرفه‌ای فتبوی اسلیم (به انگلیسی: Fatboy Slim) شناخته می‌شود، یک دی‌جی بریتانیایی، موسیقی‌دان موسیقی رقص الکترونیک، و تهیّه‌کنندهٔ موسیقی است. او یکی از پیشگامان سبک بیگ بیت است که در دههٔ ۱۹۹۰ محبوبیّت فراوانی به دست آورد.